# Регионы Фарерских островов
Фарерские острова разделены на шесть регионов (фар. sýsla, sýslur, сисла) и 34 коммуны, до 2008 года также существовало деление на семь избирательных округов. Каждый регион имеет своего сислюмадюра.
Регионы (сисла) Фарерских островов:
- Эстурой — регион и избирательный округ.
- Норойар (Norðoyar «Северные острова») — регион и избирательный округ. Острова Борой, Фуглой, Кальсой, Куной, Свуйной, Вийой.
- Сандой — регион и избирательный округ. Острова Сандой, Скувой, Стоура-Дуймун.
- Стреймой — регион, разделён на два избирательных округа:
  - Северный Стреймой.
  - Южный Стреймой. Острова Хестур, Кольтур, Ноульсой, южная часть острова Стреймой.
- Сувурой — регион и избирательный округ. Острова Сувурой, Луйтла-Дуймун.
- Воар — регион и избирательный округ. Острова Мичинес и Воар.

| №п/п | Регион   | Площадь, км² | Население, чел. (01. 01. 2013) | Плотность, чел./км² | Административный центр | Острова                                        |
| ---- | -------- | ------------ | ------------------------------ | ------------------- | ---------------------- | ---------------------------------------------- |
| 1    | Эстурой  | 286,3        | 10 662                         | 37,24               | Фуглафьёрдур           | Эстурой                                        |
| 2    | Норойар  | 241,0        | 5849                           | 24,27               | Клаксвуйк              | Борой, Фуглой, Кальсой, Куной, Свуйной, Вийой. |
| 3    | Сандой   | 124,8        | 1309                           | 10,49               | Сандур                 | Сандой, Скувой, Стоура-Дуймун.                 |
| 4    | Стреймой | 392,4        | 22 616                         | 57,64               | Торсхавн               | Хестур, Кольтур, Ноульсой, Стреймой.           |
| 5    | Сувурой  | 164,5        | 4702                           | 28,58               | Воавур                 | Сувурой, Луйтла-Дуймун                         |
| 6    | Воар     | 186,3        | 3059                           | 16,42               | Мивоавур               | Мичинес и Воар.                                |
|      | Всего    | 1395,3       | 48 197                         | 34,54               |                        |                                                |

Административное деление Фарерских островов неоднократно менялось. В 1980-х острова состояли из более чем 50 коммун. В последние десятилетия их число постоянно сокращалось и продолжит сокращаться в будущем. Целью министерства внутренних дел является создание к 2015 году от семи до девяти коммун, частично или полностью совпадающих с границами регионов и избирательных округов. Если это случится, то Фарерские острова откажутся от регионального деления, оставив только деление на коммуны.
Кроме того, длительное время шло обсуждение по сокращению или даже отказу от избирательных округов. Во время выборов 2008 года избирательные округа были окончательно отменены.